# Onthophagus sarawacus
Onthophagus sarawacus är en skalbaggsart som beskrevs av Edgar von Harold 1877. Onthophagus sarawacus ingår i släktet Onthophagus och familjen bladhorningar. Inga underarter finns listade i Catalogue of Life.